# 毕家岗站
毕家岗站是一个水张线上的铁路车站，位于安徽省淮南市八公山区毕家岗，建于1944年，目前为三等站，邮政编码为232072。目前客运：办理旅客乘降；行李、包裹托运；货运：仅办理专用线、专用铁道整车货物发到。